# Francisco Jesús Orozco Mengíbar
Francisco Jesús Orozco Mengíbar (Villafranca de Córdoba, 23 aprile 1970) è un vescovo cattolico spagnolo, dal 30 ottobre 2018 vescovo di Guadix.

## Biografia
Francisco Jesús Orozco Mengíbar è nato a Villafranca de Córdoba il 23 aprile 1970.

### Formazione e ministero sacerdotale
Ha compiuto gli studi ecclesiastici nel seminario di Cordova e ha ottenuto il baccellierato in teologia presso la Pontificia Università di Comillas a Madrid.
Il 9 luglio 1995 è stato ordinato presbitero per la diocesi di Cordova nella cattedrale diocesana da monsignor José Antonio Infantes Florido. In seguito è stato vicario parrocchiale della parrocchia di San Francesco Solano a Montilla e professore di liturgia in seminario dal 1995 al 1996 e delegato diocesano per la pastorale giovanile dal 1996 al 1998. Nel 1998 è stato inviato a Roma per studiare teologia fondamentale alla Pontificia Università Lateranense. Nel 2000 ha conseguito la licenza con una tesi intitolata "Renovación de la metafísica y sabiduría de la cruz en el pensamiento de Ghislain Lafont" e nel 2003 il dottorato summa cum laude con un elaborato intitolato "Jesucristo Único Mediador y Las Religiones. Indagación Histórico-Dogmática a la luz del Dominus Iesús, 14". Tornato in patria è stati vicerettore del seminario minore di Cordova e cappellano del Monastero del Sacro Cuore dal 2003 al 2007; vicario episcopale de La Campiña dal 2007 al 2011; parroco delle parrocchie di San Domenico dal gennaio del 2007 e di San Matteo Apostolo dal giugno successivo a Lucena; rettore del Santuario di Maria Santissima in Araceli a Lucena dal 2007; parroco della parrocchie di San Michele e della Madonna della Misericordia a Cordova dal 2012; canonico del capitolo della cattedrale di Nostra Signora dell'Assunzione e vicario generale dal 2014. È stato anche membro del consiglio presbiterale e membro e segretario del collegio dei consultori.
È stato anche professore di teologia fondamentale, fenomenologia e storia delle religioni, antropologia ed escatologia nel seminario diocesano di Cordova e nell'Istituto superiore di scienze religiose "Beata Victoria Díez" di Cordova.

### Ministero episcopale
Il 30 ottobre 2018 papa Francesco lo ha nominato vescovo di Guadix. Ha ricevuto l'ordinazione episcopale il 22 dicembre successivo nella cattedrale di Guadix dall'arcivescovo metropolita di Granada Francisco Javier Martínez Fernández, co-consacranti l'arcivescovo metropolita di Siviglia Juan José Asenjo Pelegrina e il vescovo di Cordova Demetrio Fernández González. Durante la stessa celebrazione ha preso possesso della diocesi.
In seno alla Conferenza episcopale spagnola è membro delle commissioni per il clero e i seminari e per i laici, la famiglia e la vita dal marzo del 2020. In precedenza è stato membro della commissione per l'apostolato secolare dall'aprile del 2019 al marzo del 2020.
Nell'assemblea dei vescovi della Spagna meridionale del 23 gennaio 2019 è stato nominato delegato per i mezzi di comunicazione sociale.
Oltre allo spagnolo parla l'italiano e conosce l'inglese, il francese e il tedesco.

## Genealogia episcopale
La genealogia episcopale è:
- Cardinale Scipione Rebiba
- Cardinale Giulio Antonio Santori
- Cardinale Girolamo Bernerio, O.P.
- Arcivescovo Galeazzo Sanvitale
- Cardinale Ludovico Ludovisi
- Cardinale Luigi Caetani
- Cardinale Ulderico Carpegna
- Cardinale Paluzzo Paluzzi Altieri degli Albertoni
- Papa Benedetto XIII
- Papa Benedetto XIV
- Papa Clemente XIII
- Cardinale Marcantonio Colonna
- Cardinale Giacinto Sigismondo Gerdil, B.
- Cardinale Giulio Maria della Somaglia
- Cardinale Carlo Odescalchi, S.I.
- Cardinale Costantino Patrizi Naro
- Cardinale Serafino Vannutelli
- Cardinale Domenico Serafini, O.S.B.Subl.
- Cardinale Pietro Fumasoni Biondi
- Cardinale Antonio Riberi
- Cardinale Ángel Suquía Goicoechea
- Arcivescovo Francisco Javier Martínez Fernández
- Vescovo Francisco Jesús Orozco Mengíbar